# Uttendorf (Gemeinde Prinzersdorf)
Uttendorf ist eine Ortschaft und eine Katastralgemeinde der Marktgemeinde Prinzersdorf im Bezirk St. Pölten in Niederösterreich. Die Ortschaft hat 59 Einwohner (Stand 1. Jänner 2024).

## Geografie
Der vom Weitendorfer Bach durchflossene Ort ist nur über Nebenstraßen erreichbar.

## Geschichte
Laut Adressbuch von Österreich waren im Jahr 1938 in Uttendorf ein Müller und einige Landwirte ansässig.